# Roncus ivansticae
Espèce
Roncus ivansticae est une espèce de pseudoscorpions de la famille des Neobisiidae.

## Distribution
Cette espèce est endémique de Serbie. Elle se rencontre vers Paraćin.

## Description
Le mâle holotype mesure 2,66 mm et la femelle paratype 3,02 mm.

## Publication originale
- Ćurčić, Stojanović, Ilić & Ćurčić, 2012 : Roncus ivansticae (Neobisiidae, Pseudoscorpiones): A new epigean species from eastern Serbia. Archives of Biological Sciences, vol. 64, no 1, p. 371-377.